# Douzième circonscription de Budapest
La douzième circonscription de Budapest est l'une des dix-huit circonscriptions électorales de la capitale hongroise. Elle a été créée lors du redécoupage électoral de 2011 puis est devenue effective lors des élections législatives hongroises de 2014.

## Description géographique et démographique
La circonscription englobe une petite partie du 4e arrondissement délimitée par la ligne MÁV 71, Elem utca, Rózsa utca, Görgey Artúr út et Szilágyi utca ainsi que l'intégralité du 15e arrondissement.
Selon le recensement de 2011, la circonscription compte 94 002 habitants dont 79 697 adultes (42 861 hommes et 51 141 femmes).

## Députés
Pour voir les députés et les résultats de la première circonscription entre 1990 et 2011, voir l'article sur les anciennes circonscriptions de Budapest.